# Bayamón
Bayamón je druhým největším městem nezačleněného území USA Portoriko. V roce 2015 zde žilo přibližně 185 tisíc obyvatel. Nachází se na hlavním ostrově Portoriko 16 km jihozápadně od San Juanu a protéká jím stejnojmenná řeka. S metropolí spojuje Bayamón rychlodráha Tren Urbano.
Město bylo založeno v roce 1772. Roku 1821 zde byla potlačena vzpoura otroků, kterou vedl Marcos Xiorro. Město má textilní, strojírenský a potravinářský průmysl, v okolí se pěstuje cukrová třtina, tabák a citrusy. Vyspělá je i živočišná výroba, Bayamón je známý pod přezdívkami „La Ciudad de Vaqueros“ (město dobytkářů) nebo „La Ciudad del Chicharrón“ (město pečené vepřové kůže). Sídlí zde vysoké školy Universidad Central de Bayamón a Universidad de Puerto Rico, město má velký vědecký park Parque de las Ciencias Luis A. Ferré. Hlavním sportovním zařízením je fotbalový stadion Estadio Juan Ramón Loubriel, kde hraje domácí zápasy Puerto Rico FC, účastník NASL. Město má také basketbalový klub Vaqueros de Bayamón, který je čtrnáctinásobným mistrem Portorika.

## Městské části
- Buena Vista
- Cerro Gordo
- Dajaos
- Guaraguao Abajo
- Guaraguao Arriba
- Hato Tejas
- Juan Sánchez
- Minillas
- Nuevo
- Pájaros
- Pueblo of Bayamón
- Santa Olaya

## Rodáci
- José Celso Barbosa (1857–1921), lékař a politik
- Héctor Camacho (1962–2012), boxer
- Omar Rodríguez-López (* 1975), hudebník